# Perquisition en droit français
 (juin 2024).
Si vous disposez d'ouvrages ou d'articles de référence ou si vous connaissez des sites web de qualité traitant du thème abordé ici, merci de compléter l'article en donnant les références utiles à sa vérifiabilité et en les liant à la section « Notes et références ».
En droit français, la perquisition est la recherche d'éléments de preuve d'une infraction au domicile d'une personne physique ou dans les locaux d'une personne morale.

## Réglementation des perquisitions
Les perquisitions sont réglementées par les articles 56 et suivants du Code de procédure pénale. Elles sont possibles dans tous les lieux où la personne peut se dire « chez elle » (définition pénale du domicile) quel que soit son titre d'occupation, comme un camping ou une chambre d'hôtel ou l'appartement d'un tiers si elle y vit.
Seule l'intrusion dans le domicile, d'un fonctionnaire de police sans décision du juge des libertés ou sans le consentement de l’occupant, constitue une atteinte au droit à l'inviolabilité du domicile.
Toutefois, dans le cadre d'une enquête de flagrance le consentement de l'occupant et la décision du juge des libertés ne sont pas nécessaires (d'ailleurs le « mandat de perquisition » n'existe pas en droit français, c'est une notion uniquement présente dans le droit canadien et le droit américain).
Les perquisitions peuvent donner lieu à des saisies sur tous les objets relatifs aux faits incriminés et utiles à la manifestation de la vérité.
Le législateur a créé des régimes spéciaux afin de protéger certains intérêts comme la liberté de la presse, les droits de la défense ou le secret professionnel.
Les perquisitions peuvent être menées par le juge d'instruction ou par la police judiciaire. Elles nécessitent alors l'établissement d'une commission rogatoire par laquelle le juge charge un officier de police judiciaire de procéder en son nom à des mesures d'instruction.

### Régime général

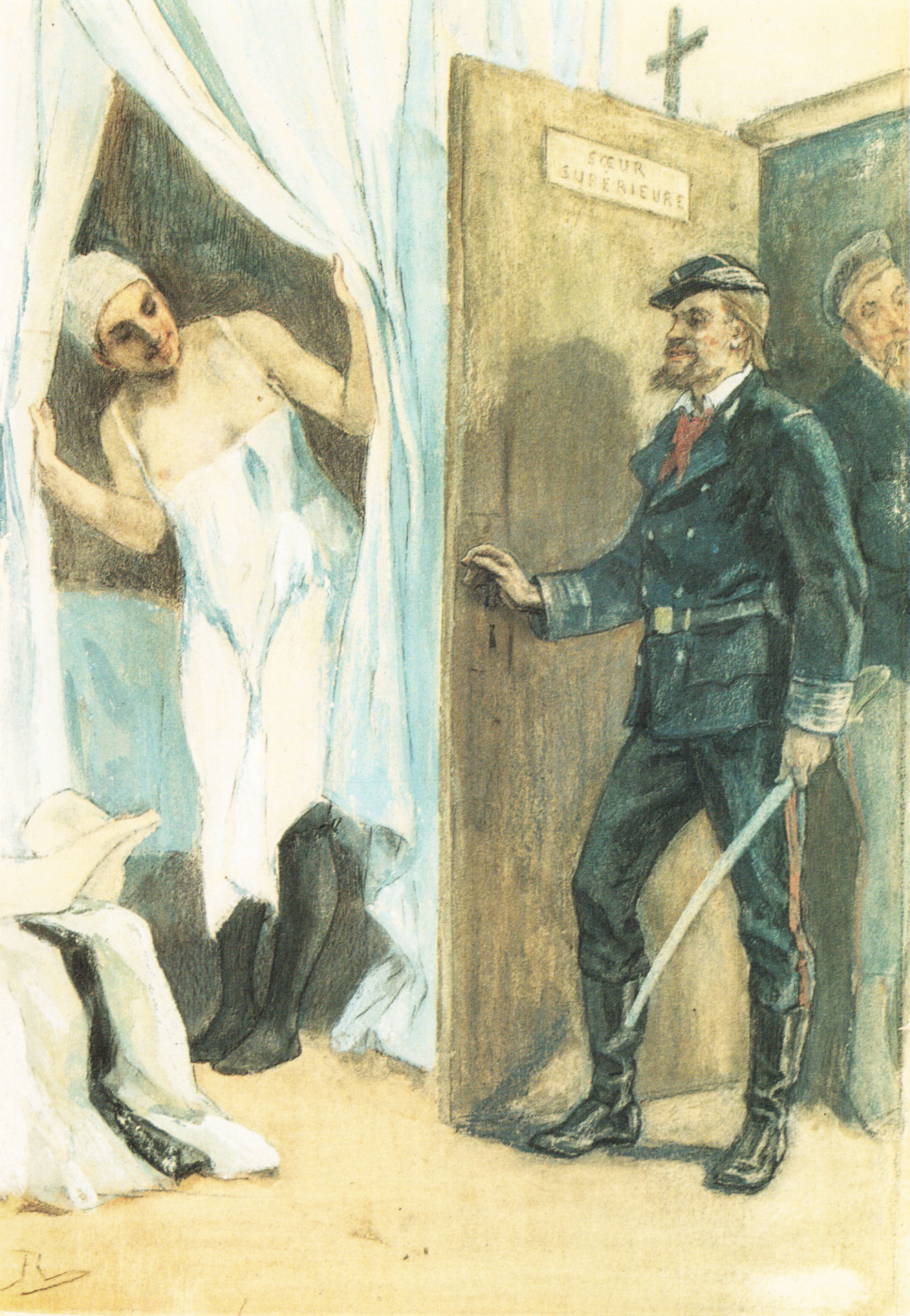
La perquisition par Félicien Rops

La perquisition doit toujours être mise en œuvre par un officier de police judiciaire. En principe dans l'enquête préliminaire il faut l'accord de la personne, qui doit consentir par écrit à la perquisition et aux éventuelles saisies. Si les nécessités de l'enquête concernant un crime ou un délit puni d'une peine d'emprisonnement égale ou supérieure à trois ans l'exigent elle peut être autorisée par le Juge des libertés et de la détention. Cette autorisation obtenue sur requête du parquet est écrite, motivée et signée par le juge des libertés et de la détention.
En principe, la perquisition ne peut pas débuter entre 21 h le soir et 6 h le lendemain matin. Mais, par exemple, si celle-ci commence à 20 h elle peut se poursuivre jusqu'à 23 h.
Les perquisitions nocturnes sont cependant possibles dans les lieux ouverts au public tels que :
- les cafés et les lieux de spectacles ;
- les lieux se livrant à la prostitution ou au trafic de stupéfiants.
- dans le cadre de crime ou délit organisé avec l’autorisation écrite et motivée du juge des libertés et de la détention.

Par souci de transparence et de respect des libertés individuelles, la perquisition est encadrée. Il faut ainsi que la personne dont le domicile est perquisitionné soit présente, à défaut son représentant, ou deux témoins désignés par l'officier de police judiciaire. L'officier de police judiciaire doit également veiller au respect du secret professionnel et au secret des correspondances.
Afin qu'elle soit valide, il est exigé que la perquisition fasse l'objet d'un procès-verbal devant être signé par les personnes présentes. Le refus de le signer étant mentionné le cas échéant.
De la même manière, les objets ou documents saisis doivent être placés sous main de justice ou sous scellés sur les lieux de perquisition ou saisie.

### Régimes particuliers
Les membres de certaines professions bénéficient de garanties supplémentaires pendant la perquisition, notamment en raison du secret professionnel.

#### Régime des avocats
Afin de protéger les droits de la défense, les perquisitions ne peuvent être faites dans les domiciles ou cabinets des avocats que par un magistrat, après prise d'une décision écrite et motivée justifiant la perquisition. Il sera obligatoirement accompagné du bâtonnier ou de son délégué, ou de son avocat.
Il faut que le magistrat vérifie que seuls les documents relatifs à l'infraction justifiant la perquisition soient saisis. En cas de désaccord avec le bâtonnier sur la pertinence de la saisie, un avis est rendu dans les cinq jours par le juge des libertés et de la détention. S'il fait droit, la saisie est rétrospectivement annulée.

#### Régime des entreprises de presse et de communication
Il faut également qu'un magistrat procède à la perquisition, il « veille à ce que les investigations conduites ne portent pas atteinte au libre exercice de la profession de journaliste et ne constituent pas un obstacle ou n'entraînent pas un retard injustifiés à la diffusion de l'information » (article 56-2 du Code de procédure pénale).

#### Régime des cabinets
Pour les cabinets des médecins, notaires, avoués, huissiers, un magistrat procède à la perquisition, cette perquisition est faite en présence d'un représentant de l'ordre ou de l'organisation professionnelle concernée.